# Баро (река)
Ба́ро (амх. ባሮ ወንዝ, англ. Baro River) — река на юго-западе Эфиопии, по которой проходит часть границы Южного Судана. Река берёт начало из источников в Эфиопском нагорье, течёт в западном направлении 306 км. Баро соединяется с рекой Пибор, образуя реку Собат, которая впадает в Белый Нил. Баро имеет бассейн площадью 41 400 км². Среднегодовой сток реки составляет 241 м³/с.
В сезон дождей воды реки Баро составляют до 10 % от всей воды Нила в Асуане, в сухой сезон Баро значительно мелеет.

## История
Витторио Боттего, исследовавший этот регион в 1890-х годах, предложил назвать реку в честь адмирала Симоне Артуро Сант-Бон.
Граница между Суданом и Эфиопией была определена вблизи Баро в 1899 году британскими инженерами и майорами Е. С. Остином и Чарльзом Гвинном. Они не были знакомы с местными жителями и их языками. Остин и Гвинн решили проводить границу по рекам Акобо, Пибор и Баро, что не совпадало с территориальными интересами местных жителей. Эта граница была принята англо-эфиопским договором 1902 года.
Правый берег реки Баро культурно ближе к Судану чем к Эфиопии, поэтому во время гражданской войны в Судане здесь находились суданские повстанцы.